# Monster Strike
Monster Strike (モンスターストライク Monsutā Sutoraiku) ist ein Physikspiel mit Elementen von Computer-Rollenspielen, Strategiespiel und kooperativen Mehrspielern. Es wird von Mixi für Apple-iOS- und Android-Plattformen entwickelt. Das Spiel wurde von Yoshiki Okamoto erstellt. Das Spiel erwirtschaftet seit dem 30. Juni 2015 einen täglichen Umsatz von 4,2 Millionen US-Dollar. Im Dezember 2015 wurde des Weiteren eine Version für den Nintendo 3DS veröffentlicht.